# Fugitivas, en busca de la libertad
Fugitivas, en busca de la libertad é uma telenovela mexicana de dramática produzida por Lucero Suárez para a TelevisaUnivision e exibida pela Las Estrellas de 1 de julho a 18 de outubro de 2024, substituindo El amor no tiene receta e sendo substituída por Papás por conveniencia.
É uma adaptação da novela chilena de 2016 Preciosas, criada por Diego Muñoz.
É protagonizada por Arap Bethke, Juan Martín Jáuregui, Daniela Álvarez, Sachi Tamashiro, Rocío de Santiago, Marlene Kalb, Chris Pazcal Alex Carabias e  Aldo Guerra e antagonizada por Arturo Carmona, Guillermo Quintanilla, Edsa Ramírez, Paulette Hernández, Flor Martino e Gema Garoa e participação do primeiro ator César Évora e as primeiras atrizes Erika Buenfil e María Alicia Delgado.

## Enredo
Lorena Martínez (Daniela Álvarez) é condenada injustamente a 45 anos de prisão após ser acusada do assassinato de Juan Pablo, um homem mentiroso e hipócrita que obriga Lorena a ser sua aliada em suas múltiplas infidelidades. Seu julgamento é manipulado com provas falsas, já que o verdadeiro assassino procurava um culpado.
Na prisão, Lorena conhece Lissette Parra (Rocío de Santiago), Frida Segovia (Sachi Tamashiro) e Montserrat Torres (Marlene Kalb), que iniciam um relacionamento conflituoso. Juntos eles traçam uma excelente estratégia para enfraquecer os guardas penitenciários e fugir na noite de Ano Novo com vários outros presidiários, ajudados por Martha Pineda “La Superiora” (Erika Buenfil).
Eles imediatamente se tornam os fugitivos mais procurados do país. O caso é atribuído ao promotor Ismael Domínguez (Juan Martín Jáuregui), interesse amoroso de Lorena, que ele deixa abandonada na prisão após acreditar firmemente que ela assassinou seu melhor amigo, Juan Pablo.
Esses aliados passarão por diversos perigos para escapar da justiça, fugindo para vários lugares com a ajuda de vários personagens, mudando sua aparência e apoiando-se mutuamente, alcançando uma grande irmandade. Lorena, especificamente, lutará diante das adversidades para provar sua inocência com a ajuda de Alejandro Castillo (Arap Bethke), homem que lhe devolverá a possibilidade de um futuro.

## Elenco
- Arap Bethke - Alejandro Castillo "El Abogado"
- Erika Buenfil - Martha Pineda "La Superiora"
- César Évora - Patricio Rojas "El Policía"
- Juan Martín Jáuregui - Ismael Domínguez Urqutza "El Fiscal"
- Arturo Carmona - Nicolás Arteaga
- Daniela Álvarez - Lorena Martínez Aceves "La Martillo"/ Angelina Jolie Padilla Soto
- Guillermo Quintanilla - Arturo Márquez
- María Alicia Delgado - Rosario "Charo" Hernández
- Sachi Tamashiro - Frida Segovia Bravo / Estrella Anis Maldonado Gaucho
- Edsa Ramírez - Amanda Rojas
- Rocío de Santiago - Lisset Parra Montalvo / Yulisa Constantina Montes Vienar / Elena
- Marlene Kalb - Montserrat "Montse" Torres Aragua / Cecilia Diana Ramos Campo
- Chris Pazcal - Darío Estrada Pineda
- Paulette Hernández - Florencia Márquez
- Flor Martino - Verónica Linares[5]
- Aldo Guerra - Erick Sotomayor
- Luz Edith Rojas - Sofía Jiménez
- Gema Garoa - Carmen López de Estrada / Perla
- Edward Castillo - Vicente Márquez
- Michelle Pellicer - Gabriela Martínez Aceves
- Alex Carabias - Matías Estrada López
- Sugey Ábrego - Melania
- Carlos Guerra - Juan Pablo Correa
- Dari Romo - Natalia
- Ana Patricia Rojo - Esther Suárez Quiroga / Rebeca
- Gerardo Murguía - Facundo Álvarez
- Alan Del Castillo - Severiano
- Fernanda Bernal - Norma
- Manuel Riguezza - Rodrigo
- Lucero Lander - Adelaida Medrano
- Jacqueline Castro - Isadora Medrano
- Isadora González - Soledad Ureña
- André Sebastián González
- Emi Ducoing - José
- Paulino Fortachin - Teodoro "Teo"
- Laura Vignatti - Lucrecia "Lucre"
- Ricardo Vera - Don Eusebio
- Rebeca Mankita
- Oswaldo Alvarez - Quintana
- Michel López - Daniel Rojas
- Lety Grey - Administradora del mercado
- Pia Coello - Empleada
- Mildred Motta - Doctora
- Dobrina Cristeva
- Marco Uriel
- Paola Pérez Rea
- Alma Angélica Velázquez
- Álvaro Sagone
- Nuria Bages - Ruperta alumna de Vicente
- Luz Ramos - Eréndira
- Magda Karina - Fernanda Orozco "La Piraña"

## Produção

### Desenvolvimento
Em dezembro de 2023, foi noticiado que Lucero Suárez estaria produzindo um remake da novela chilena de 2016 Preciosas, com o título provisório da novela sendo Profugas. As filmagens começaram em 26 de fevereiro de 2024, sendo Fugitivas, em busca de la libertad o título oficial da novela.

### Fundição
Scarlet Gruber foi inicialmente considerada para um dos quatro papéis principais, mas depois desistiu. No dia 26 de fevereiro de 2024, Sachi Tamashiro, Daniela Álvarez, Rocío de Santiago e Marlene Kalb foram anunciados nos papéis principais, sendo o restante do elenco anunciado também.

## Audiência
| Horário               | # Eps. | Estreia            | Estreia           | Final                 | Final           | Posição | Temporada | Classificação geral |
| Horário               | # Eps. | Data               | Primeiro capítulo | Data                  | Último capítulo | Posição | Temporada | Classificação geral |
| --------------------- | ------ | ------------------ | ----------------- | --------------------- | --------------- | ------- | --------- | ------------------- |
| Segunda – Sexta 20h30 | 80     | 1 de julho de 2024 | 3.22              | 18 de outubro de 2024 | 3.11            | #1      | 2024      | 2.7                 |